# Kvarntjärnen (Arvidsjaurs socken, Lappland, 728548-168803)
Kvarntjärnen är en sjö i Arvidsjaurs kommun i Lappland och ingår i Åbyälvens huvudavrinningsområde. Sjön har en area på 0,133 kvadratkilometer och ligger 356 meter över havet. Kvarntjärnen ligger i Åbyälven Natura 2000-område. Sjön avvattnas av vattendraget Laukersjöbäcken.

## Delavrinningsområde
Kvarntjärnen ingår i det delavrinningsområde (728515-169006) som SMHI kallar för Inloppet i Laukersjön. Medelhöjden är 420 meter över havet och ytan är 5,83 kvadratkilometer. Det finns inga avrinningsområden uppströms utan avrinningsområdet är högsta punkten. Laukersjöbäcken som avvattnar avrinningsområdet har biflödesordning 2, vilket innebär att vattnet flödar genom totalt 2 vattendrag innan det når havet efter 143 kilometer. Avrinningsområdet består mestadels av skog (95 procent). Avrinningsområdet har 0,27 kvadratkilometer vattenytor vilket ger det en sjöprocent på 4,7 procent.